# 朱子奇
朱子奇（1920年—2008年），原名朱忠禹。曾用名朱智麒（或朱智麟），笔名子奇、大可、朱文、费格娜等，男，湖南汝城人，中国诗人，中国作家协会顾问，中国诗歌学会副会长。